# تيسخت نآيت واديف (آيت إرناتن)
تيسخت نآيت واديف هو دُوَّار يقع بجماعة أسكاون، إقليم تارودانت، جهة سوس ماسة في المملكة المغربية. ينتمي الدوّار لمشيخة آيت إرناتن التي تضم 15 دوار. يقدر عدد سكانه بـ 126 نسمة حسب الإحصاء الرسمي للسكان والسكنى لسنة 2004.

## روابط خارجية
- البوابة الوطنية للجماعات الترابية نسخة محفوظة 12 مارس 2018 على موقع واي باك مشين.
- المندوبية السامية للتخطيط